# Фолкл, Кристин
Кристин Джаст Фолкл (англ. Kristin Just Folkl; в замужестве Кабуракис (англ. Kaburakis); род. 19 декабря 1975 года в Сент-Луисе, штат Миссури, США) — американская профессиональная баскетболистка, которая выступала в женской национальной баскетбольной ассоциации. После завершения сезона 1998 была определена на драфте расширения ВНБА под общим первым номером в команду «Миннесота Линкс». Играла на позиции лёгкого форварда. Кроме этого выступала в Австралии, Швейцарии и Греции. На студенческом уровне также играла и в волейбол и защищала цвета национальной сборной США на Играх доброй воли 1994 года в Санкт-Петербурге.

## Ранние годы
Кристин Фолкл родилась 19 декабря 1975 года в городе Сент-Луис (штат Миссури), у неё есть старший брат, Кевин, а училась там же в академии Сент-Джозефс, в которой выступала за местные баскетбольную и волейбольную команды.